# Benjamin de Roo
Benjamin de Roo (Enschede, 11 februari 1940 – Katoomba, 17 mei 2016) was een Australisch turner, van Nederlandse afkomst.

## Biografie
De Roo werd in 1940 in Enschede geboren. Zijn familie verhuisde in 1957 naar Australië. In 1960 kreeg hij de Australische nationaliteit. Voor dat land deed hij mee aan de Olympische Zomerspelen 1960 en de Olympische Zomerspelen 1964. Hij won hierbij geen medailles.
De Roo overleed in 2016 in Katoomba Hospital in Australië op 76-jarige leeftijd.